# S/2004 S 46
S/2004 S 46 — природний супутник Сатурна. Відкритий 8 травня 2023 року Скоттом Шеппардом, Девідом Джуїттом, Бреттом Гледменом, Едвардом Ештоном, Жан-Марком Петі та Майком Александерсеном зі спостережень, зроблених між 12 грудня 2004 року та 8 липня 2021 року.
Діаметр S/2004 S 46 – близько 3 км, велика піввісь – 20 513 000 км, орбітальний період – 1107,58 земної доби. Обертається навколо Сатурна зі зворотним орбітальним рухом під нахилом 177,2° до площини екліптики, ексцентриситет орбіти – 0,249. S/2004 S 46 належить до скандинавської групи і має майже нульовий нахил відносно площини екліптики через свій нахил.